# Venus Berlin
Venus Berlin – targi przemysłu pornograficznego, odbywające się od 1997 roku w Berlinie. Czterodniowa impreza organizowana jest corocznie w październiku. Podczas tragów prezentowane są m.in. akcesoria erotyczne, pokazy striptizu oraz inne atrakcje erotyczne, w tym te umożliwiające interakcje odwiedzających z performerami.
Od 1997 roku podczas targów przyznawane są nagrody Venus Award (International Erotic Awards Venus). W latach 2005–2009 nagród nie przyznano. W ich miejsce zostały wprowadzone Eroticline Awards. Według danych z 2013 roku impreza Venus Berlin zgromadziła blisko 30 tys. odwiedzających.